# Lovat
Lovat (russisk: Ло́вать, hviderussisk: Ловаць tr. Lovats) er en flod i Pskov og Novgorod oblast i Rusland og Vitebsk voblast i Hviderusland. Floden er 530 km lang, med et afvandingsareal på 21.900 km². Floden begynder i grænseegnene mellem Rusland og Hviderusland, og udmunder i søen Ilmen.
Floden Lovat starter fra søen Lovatsets i det nordligste Hviderusland. I sit øvre løb passerer den gennem flere søer (Zavesno, Zadratje, Mezja, Sosno, Tsjernjavskoje, Sesito, Tsastvo). Floden er her 10-15 meter bred, stærkt bugtet og meandrerende, det er mange mosefyldte dele og mange krogsøer, særlig neden for Velikije Luki. Den løber der efter sammen med Nasva (fra venstre) og løber ind i Novgorod oblast, hvor den går gennem en skovfyldt dal med høje og nogen steder bratte bredder, og den danner flere strykpartier på denne strækning. Floden er her under 50 meter bred, men ved Kholm møder den bifloden Kunja fra højre side, og bliver omkring 100 meter bred. I lavlandet syd for Ilmen bliver flodbredderne lavere. Omkring 15 km før mundingen tilkommer bifloderne Polist og Redja fra venstre. Lovat munder ud i Ilmen, hvor den sammen med floden Pola danner et delta på omkring 400 km2. De to floder er forbundne ved en kort flodarm henved 20 km før mundingen.
Floden er sejlbar for både på de nederste 70 km. I 900- og 1000-tallet var Lovat en vital del af væringernes handelsrute til Konstantinopel.
De største byer langs floden er Velikije Luki og Kholm.